# Grizzana Morandi
Grizzana Morandi é uma comuna italiana da região da Emília-Romanha, província de Bolonha, com cerca de 3.694 habitantes. Estende-se por uma área de 77 km², tendo uma densidade populacional de 48 hab/km². Faz fronteira com Camugnano, Castel di Casio, Castiglione dei Pepoli, Gaggio Montano, Marzabotto, Monzuno, San Benedetto Val di Sambro, Vergato.

## Demografia
| Variação demográfica do município entre 1861 e 2011                               |
|                                                                                   |
| Fonte: Istituto Nazionale di Statistica (ISTAT) - Elaboração gráfica da Wikipedia |